# 成松大介
成松 大介（なりまつ だいすけ、1989年12月14日 - ）は、日本の男子アマチュアボクシング元選手。2016年リオデジャネイロ五輪と2020年東京五輪（2021年開催）のライト級に出場。2018年アジア大会ライトウェルター級銅メダリスト。熊本県出身。東京農業大学卒業。自衛隊体育学校所属の幹部自衛官（2021年7月現在の階級は1等陸尉）。

## 来歴
5歳から小学校4年生まではサッカー、小学校5・6年生ではバスケットボール、中学生になると軟式テニス部と色々な部活動を渡り歩き、
熊本県立熊本農業高等学校在学中にボクシングを始めた。2018年までに全日本選手権でバンタム級・ライト級・ライトウェルター級の3階級で通算8度優勝した。特に2010年から2015年までは6連覇を達成した。
2012年に東京農業大学経済学科を卒業後、自衛官となり自衛隊体育学校に所属。
2013年と2015年の世界選手権に出場し、それぞれベスト16に入った。
2015年アジア選手権（バンコク）ライト級で銅メダルを獲得した。
2016年4月、リオ五輪アジア・オセアニア予選でライト級3位となり、五輪出場枠を獲得して日本代表に決まった。リオ五輪では1回戦でベネズエラの選手に判定勝ちしたが、2回戦でアメリカの選手に判定負けした。
2018年アジア競技大会（インドネシア）ライトウェルター級で銅メダルを獲得した。
2019年2月、自体校の並木月海と共に日本ボクシング連盟から2018年度アマチュア部門最優秀選手賞の表彰を受けた。4月のアジア選手権（バンコク）64kg級では2回戦まで、9月の世界選手権（エカテリンブルク）ライト級では3回戦（ベスト16）まで、10月の東京五輪ボクシング競技テストイベント（両国国技館）63kg級では準決勝まで、それぞれ進出した。11月24日、東京五輪の予選代表選考会を兼ねた全日本選手権63kg級で優勝し、東京五輪アジア・オセアニア予選への出場権を獲得した。
2020年3月5日、東京五輪アジア・オセアニア予選ライト級で初戦となった2回戦でヨルダンの選手に敗れた。日本ボクシング連盟は3月20日、東京五輪の開催国枠で出場する男子3名のうち、63kg級（ライト級）に成松を充てることに決定した。
2021年7月25日、新型コロナウイルス感染症の世界的流行により開催が1年延期された東京五輪のライト級競技に出場した。初戦はコンゴ共和国の選手に5-0の判定で勝利したが、この試合で額を陥没骨折し、2回戦は棄権した。9月26日、引退を決意したことをTwitterで表明した。10月20日の記者会見では「高いレベルのコンディション維持が難しくなった」と説明する一方で「すごくいいボクシング人生だった」と語った。